# Microcyclops indolusitanus
Microcyclops indolusitanus – gatunek widłonoga z rodziny Cyclopidae. Nazwa naukowa tego gatunku skorupiaków została opublikowana w 1938 roku na podstawie prac naukowych szwedzkiego zoologa Knuta Lindberga.